# Gregory Rusland
Gregory Allan Rusland (Paramaribo, 9 de noviembre de 1959) es un político surinamés que se desempeña como vicepresidente de Surinam desde el 16 de julio de 2025. Se desempeñó como Ministro de Recursos Naturales entre 2005 y 2010. En 2012 se convirtió en líder del Partido Nacional de Surinam. Rusland ha sido miembro de la Asamblea Nacional desde 2015.

## Biografía
Gregory Rusland se graduó en 1982 en Producción Agrícola en la Universidad  Anton de Kom, y posteriormente continúa sus estudios en Florida donde en 1984 obtiene un Master of Science en Dirección de Producción Agrícola.
En 1987 Rusland comenzó sus actividades como profesor en la Universidad Anton de Kom. Entre 1991 y 1997 fue secretario de la Asociación de trabajadores científicos de la universidad, participando también en calidad de secretario del Directorio de la Facultad de Ciencias Tecnológicas. En el 2000 asume como vicepresidente del directorio de la Stichting Machinale Landbouw, y ese mismo año sucede a Wilfried Roseval como Presidente de la Junta de Directores de la Universidad.
Luego de las elecciones del 2005 asume un nuevo gabinete bajo el liderazgo de Venetiaan y, Gregory Rusland es designado Ministro de Recursos Naturales en representación del Partido Nacional de Surinam. Allan Li Fo Sjoe reemplazó a Rusland como presidente de la administración de la universidad.
Actualmente, Rusland ocupa la presidencia de su partido.
En julio de 2020 fue diagnosticado con COVID-19.